# Tendre et Violente Élisabeth (roman)
Pour les articles homonymes, voir Tendre et Violente Élisabeth.
Tendre et Violente Élisabeth est le quatrième tome de la série littéraire Les Semailles et les Moissons. Il fut écrit par Henri Troyat et publié pour la première fois en 1957.
Tome IV de cette suite romanesque, Elisabeth est devenue une jeune fille de 19 ans jolie et pleine de vie. Elle aide ses parents qui ont repris un hôtel restaurant dans la station de Mégève. En secret de sa famille, Elisabeth rencontre Christian, son premier amour, une passion dévorante mais qui va très vite la décevoir au point de se marier avec un autre, plus par désespoir que par amour. Mais cette passion va-t-elle vraiment disparaître ?

## Résumé
Tome IV de cette suite romanesque, dix ans ont passé, Elisabeth Mazalaigue est dans sa dix-neuvième année et aide ses parents, Amélie et Pierre qui ont repris l’hôtel des deux Chamois à Megève. La vie montagnarde s’écoule pour elle au rythme des clients de passage, des descentes de ski, et des petits tracas du quotidien dans une douceur de vivre paisible.
Mais un jour, elle rencontre un homme, Christian, de près de dix ans son aîné qui l’envoûte littéralement. Un homme léger, un peu hédoniste, jouisseur, de qui elle tombe éperdument amoureuse. Naïve dans ce premier amour, elle croit au mariage, avec ferveur tellement son amour pour Christian est fort. L’ardeur de son innocence vient se fracasser quand Christian lui explique qu’il préfère une relation amoureuse sans mariage. Un peu hypocrite, il l’assure de son amour, mais ne veut pas s’engager dans un mariage car, égoïstement, il aime sa liberté plus que tout.
Par la suite, elle trouve Christian au lit avec une autre femme. Même si Christian tente de la convaincre du peu d'importance de cette banale aventure d'une nuit avec une amie, Elisabeth est en colère, déçue et profondément malheureuse, Elle reçoit peu de jours après une demande en mariage de Patrice Monastier, un jeune homme pianiste, un peu maladif, rêveur, artiste, qui séjourne à l’hôtel. Commençant par refuser cette demande, elle finit par succomber à lui moins par amour que pour combler le vide qu’a laissé en elle sa première relation.
En quelques mois, la vie d’Elisabeth change. Elle emménage dans sa belle famille à Saint-Germain, près de Paris partageant une demeure bourgeoise avec son mari, sa belle-mère, et la grand-mère paternelle de son époux. Son quotidien est paisible, heureux, presque trop pour elle et son caractère tempétueux. Mais elle s’y fait et se prend au jeu jusqu’au jour où, de retour en vacances chez ses parents à Mégève avec son mari, elle recroise la route de Christian. D’abord réticente à lui parler, tiraillée entre son ancienne passion et son mariage, elle finit néanmoins par succomber et se laisse aller au plaisir charnel de l’amour.
Peu après son retour à Paris, elle apprend qu’elle est enceinte. Toute sa famille est au comble du bonheur, mais secrètement, elle sait que ce futur enfant n’est pas de son mari. Sa brève liaison lors des retrouvailles avec son amant est à l’origine de cette grossesse. Que faire ? Elisabeth, bien qu’habituée aux petits mensonges pour s’arranger une vie libre se retrouve au pied du mur. Elle ne peut supporter de mentir ainsi à toute sa famille. 
Mais tout va se précipiter. Quelques jours après, un après-midi, prétextant de voir des amies, elle retrouve Christian à Paris. Elle va tout lui dire, elle est certaine qu’il sera heureux, et voudra qu’elle quitte son mari pour venir vivre avec lui. Elle en est persuadée. Malheureusement, sa réaction est moins passionnée. Toujours prêt à se défiler devant ses responsabilités, il l’incite à avorter en Suisse. Il connaît une clinique, il s’occupera de tout. Il ne veut pas qu’elle quitte son mari.
De retour chez elle, Patrice sait qu’elle n’était pas chez une amie. Il la soupçonne de quelque chose, mais elle ne dit rien. Le lendemain, elle fait sa valise et quitte la maison en catimini, laissant derrière elle une simple lettre à son mari dans laquelle elle lui avoue tout, et qu’elle le quitte.
Elle part en Suisse, dans cette clinique avec Christian sans lui dire qu’elle a quitté son mari. Après l’opération, la voici seule, déshonorée, malheureuse d’avoir tant déçu ses parents, et d’avoir fait du mal à son mari qui l’aimait. Le roman finit sur une lettre désespérée d’Elisabeth à sa mère, Amélie pour lui demander de lui pardonner et de venir la retrouver.